# Agrostis munroana
Agrostis munroana é uma espécie de gramínea do gênero Agrostis, pertencente à família Poaceae.